# 吕展
吕展（1919年—1997年），男，湖南平江人，中华人民共和国军事人物，中国人民解放军少将，曾任北京纠察总队总队长。